# Équipe d'Allemagne de football au Championnat d'Europe 2024
 (février 2024).
Si vous disposez d'ouvrages ou d'articles de référence ou si vous connaissez des sites web de qualité traitant du thème abordé ici, merci de compléter l'article en donnant les références utiles à sa vérifiabilité et en les liant à la section « Notes et références ».
Cet article relate le parcours de l'équipe d'Allemagne de football lors du Championnat d'Europe de football 2024 organisé en Allemagne du 14 juin au 14 juillet 2024.

## Préparation
Lors des qualifications, l'Allemagne pays hôte joue des matchs amicaux pendant les qualifications des autres pays.
| 1er match          | Allemagne                           | 2 - 0   | Pérou         |                                                                                                   |                                                                                                   |
| 25 mars 2023 20h45 | ( Havertz) ( Wolf) Füllkrug 12e 33e | (2 - 0) |               | Mewa Arena, Mayence Spectateurs : 25 358 Arbitrage : Maria Caputi Arbitre vidéo : Paolo Mazzoleni | Mewa Arena, Mayence Spectateurs : 25 358 Arbitrage : Maria Caputi Arbitre vidéo : Paolo Mazzoleni |
| 25 mars 2023 20h45 | 90+2e Raum                          | Rapport | 49e Cartagena | Mewa Arena, Mayence Spectateurs : 25 358 Arbitrage : Maria Caputi Arbitre vidéo : Paolo Mazzoleni | Mewa Arena, Mayence Spectateurs : 25 358 Arbitrage : Maria Caputi Arbitre vidéo : Paolo Mazzoleni |

| 2e match           | Allemagne                                  | 2 - 3   | Belgique                                                                      | | |
| 28 mars 2023 20h45 | Füllkrug 44e (pen.) · ( Schade) Gnabry 87e | (1 - 2) | 6e Carrasco ( De Bruyne) · 9e Lukaku ( De Bruyne) · 78e De Bruyne ( Trossard) | RheinEnergieStadion, Cologne Spectateurs : 42 910 Arbitrage : Willy Delajod Arbitre vidéo : Alexandre Castro | RheinEnergieStadion, Cologne Spectateurs : 42 910 Arbitrage : Willy Delajod Arbitre vidéo : Alexandre Castro |
| 28 mars 2023 20h45 | Nmecha 49e                                 | Rapport | 37e Onana · 43e Lukaku                                                        | RheinEnergieStadion, Cologne Spectateurs : 42 910 Arbitrage : Willy Delajod Arbitre vidéo : Alexandre Castro | RheinEnergieStadion, Cologne Spectateurs : 42 910 Arbitrage : Willy Delajod Arbitre vidéo : Alexandre Castro |

| 3e match           | Allemagne                                                           | 3 - 3   | Ukraine                                                     | | |
| 12 juin 2023 18h00 | ( Wolf) Füllkrug 6e · ( Rüdiger) Havertz 83e · Kimmich 90+3e (pen.) | (1 - 2) | 19e 56e Tsyhankov ( Tymchyk) ( Sudakov) · 23e (csc) Rüdiger | Weserstadion, Brême Spectateurs : 35 975 Arbitrage : Tasos Sidiropoulos Arbitre vidéo : Aristotelis Diamantopoulos | Weserstadion, Brême Spectateurs : 35 975 Arbitrage : Tasos Sidiropoulos Arbitre vidéo : Aristotelis Diamantopoulos |
| 12 juin 2023 18h00 |                                                                     | Rapport | 90e Malinovskyi                                             | Weserstadion, Brême Spectateurs : 35 975 Arbitrage : Tasos Sidiropoulos Arbitre vidéo : Aristotelis Diamantopoulos | Weserstadion, Brême Spectateurs : 35 975 Arbitrage : Tasos Sidiropoulos Arbitre vidéo : Aristotelis Diamantopoulos |

| 4e match           | Pologne                 | 1 - 0   | Allemagne | | |
| 16 juin 2023 20h45 | ( Szymański) Kiwior 31e | (1 - 0) |           | Stade national de Varsovie, Varsovie Spectateurs : 55 000 Arbitrage : Orel Grinfeeld Arbitre vidéo : Paweł Raczkowski | Stade national de Varsovie, Varsovie Spectateurs : 55 000 Arbitrage : Orel Grinfeeld Arbitre vidéo : Paweł Raczkowski |
| 16 juin 2023 20h45 | Szymański 35e           | Rapport | 61e Thiaw | Stade national de Varsovie, Varsovie Spectateurs : 55 000 Arbitrage : Orel Grinfeeld Arbitre vidéo : Paweł Raczkowski | Stade national de Varsovie, Varsovie Spectateurs : 55 000 Arbitrage : Orel Grinfeeld Arbitre vidéo : Paweł Raczkowski |

| 5e match           | Allemagne                                | 0 - 2   | Colombie                                   | | |
| 20 juin 2023 20h45 |                                          | (0 - 0) | 54e Díaz ( Cuadrado) · 82e (pen.) Cuadrado | Veltins-Arena, Gelsenkirchen Spectateurs : 50 421 Arbitrage : Halil Umut Meler Arbitre vidéo : Mete Kalkavan | Veltins-Arena, Gelsenkirchen Spectateurs : 50 421 Arbitrage : Halil Umut Meler Arbitre vidéo : Mete Kalkavan |
| 20 juin 2023 20h45 | Füllkrug 72e · Henrichs 74e · Gosens 78e | Rapport |                                            | Veltins-Arena, Gelsenkirchen Spectateurs : 50 421 Arbitrage : Halil Umut Meler Arbitre vidéo : Mete Kalkavan | Veltins-Arena, Gelsenkirchen Spectateurs : 50 421 Arbitrage : Halil Umut Meler Arbitre vidéo : Mete Kalkavan |

| 6e match               | Allemagne             | 1 - 4   | Japon                                                                            | | |
| 9 septembre 2023 20h45 | ( Wirtz) Sané 19e     | (1 - 2) | 11e Ito ( Sugawara) · 22e Ueda ( Ito) · 90e Asano ( Kubo) · 90+2e Tanaka ( Kubo) | Volkswagen-Arena, Wolfsburg Spectateurs : 24 980 Arbitrage : João Pinheiro Arbitre vidéo : António Nobre | Volkswagen-Arena, Wolfsburg Spectateurs : 24 980 Arbitrage : João Pinheiro Arbitre vidéo : António Nobre |
| 9 septembre 2023 20h45 | Süle 25e · Gosens 66e | Rapport | 52e Itakura                                                                      | Volkswagen-Arena, Wolfsburg Spectateurs : 24 980 Arbitrage : João Pinheiro Arbitre vidéo : António Nobre | Volkswagen-Arena, Wolfsburg Spectateurs : 24 980 Arbitrage : João Pinheiro Arbitre vidéo : António Nobre |

| 7e match                | Allemagne                                   | 2 - 1   | France               | | |
| 12 septembre 2023 21h00 | ( Henrichs) Müller 4e · ( Havertz) Sané 87e | (1 - 0) | 89e (pen.) Griezmann | Signal Iduna Park, Dortmund Spectateurs : 60 486 Arbitrage : Anthony Taylor Arbitre vidéo : Michael Salisbury | Signal Iduna Park, Dortmund Spectateurs : 60 486 Arbitrage : Anthony Taylor Arbitre vidéo : Michael Salisbury |
| 12 septembre 2023 21h00 | Groß 42e · Antonio Rüdiger 55e              | Rapport |                      | Signal Iduna Park, Dortmund Spectateurs : 60 486 Arbitrage : Anthony Taylor Arbitre vidéo : Michael Salisbury | Signal Iduna Park, Dortmund Spectateurs : 60 486 Arbitrage : Anthony Taylor Arbitre vidéo : Michael Salisbury |

| 8e match              | États-Unis  | 1 - 3   | Allemagne                                 |                                                                                                   |                                                                                                   |
| 14 octobre 2023 21h00 | Pulisic 27e | (1 - 1) | 39e Gündoğan · 58e Füllkrug · 61e Musiala | Pratt & Whitney Stadium, East Hartford Spectateurs : 37 743 Arbitrage : Fernando Guerrero Ramírez | Pratt & Whitney Stadium, East Hartford Spectateurs : 37 743 Arbitrage : Fernando Guerrero Ramírez |
| 14 octobre 2023 21h00 | Rapport     |         |                                           | Pratt & Whitney Stadium, East Hartford Spectateurs : 37 743 Arbitrage : Fernando Guerrero Ramírez | Pratt & Whitney Stadium, East Hartford Spectateurs : 37 743 Arbitrage : Fernando Guerrero Ramírez |

| 9e match             | Mexique                                      | 2 - 2   | Allemagne                            |                                                                                      |                                                                                      |
| 18 octobre 2023 2h00 | ( Lozano) Antuna 37e · ( Antuna) Sánchez 47e | (1 - 1) | 25e Rüdiger ( Gosens) · 51e Füllkrug | Soldier Field, Chicago ( États-Unis) Spectateurs : 62 284 Arbitrage : Rubiel Vazquez | Soldier Field, Chicago ( États-Unis) Spectateurs : 62 284 Arbitrage : Rubiel Vazquez |
| 18 octobre 2023 2h00 | Rapport                                      |         |                                      | Soldier Field, Chicago ( États-Unis) Spectateurs : 62 284 Arbitrage : Rubiel Vazquez | Soldier Field, Chicago ( États-Unis) Spectateurs : 62 284 Arbitrage : Rubiel Vazquez |

| 10e match              | Allemagne                                  | 2 - 3   | Turquie                                                            | | |
| 18 novembre 2023 20h45 | ( Sané) Havertz 5e · ( Wirtz) Füllkrug 48e | (1 - 2) | 38e Kadıoğlu ( Bardakcı) · 45+2e Yıldız ( Ayhan) · 70e (pen.) Sari | Olympiastadion, Berlin Spectateurs : 72 592 Arbitrage : Bartosz Frankowski Arbitre vidéo : Paweł Raczkowski | Olympiastadion, Berlin Spectateurs : 72 592 Arbitrage : Bartosz Frankowski Arbitre vidéo : Paweł Raczkowski |
| 18 novembre 2023 20h45 |                                            | Rapport | 27e Kabak · 34e Kahveci · 56e Ömür · 90e Yılmaz · 90+7e Bardakcı   | Olympiastadion, Berlin Spectateurs : 72 592 Arbitrage : Bartosz Frankowski Arbitre vidéo : Paweł Raczkowski | Olympiastadion, Berlin Spectateurs : 72 592 Arbitrage : Bartosz Frankowski Arbitre vidéo : Paweł Raczkowski |

| 11e match              | Autriche                                                     | 2 - 0   | Allemagne              | | |
| 21 novembre 2023 20h45 | ( Baumgartner) Sabitzer 29e · ( Gregoritsch) Baumgartner 73e | (1 - 0) |                        | Stade Ernst-Happel, Vienne Spectateurs : 46 000 Arbitrage : Slavko Vinčić Arbitre vidéo : Ovidiu Haţegan | Stade Ernst-Happel, Vienne Spectateurs : 46 000 Arbitrage : Slavko Vinčić Arbitre vidéo : Ovidiu Haţegan |
| 21 novembre 2023 20h45 | Mwene 50e                                                    | Rapport | 49e Sané · 87e Kimmich | Stade Ernst-Happel, Vienne Spectateurs : 46 000 Arbitrage : Slavko Vinčić Arbitre vidéo : Ovidiu Haţegan | Stade Ernst-Happel, Vienne Spectateurs : 46 000 Arbitrage : Slavko Vinčić Arbitre vidéo : Ovidiu Haţegan |

| 12e match          | France                  | 0 - 2   | Allemagne                                   |                                                                                  |                                                                                  |
| 23 mars 2024 20h45 |                         | (0 - 1) | ( Kroos) Wirtz 1re · ( Musiala) Havertz 49e | Parc Olympique lyonnais, Lyon Spectateurs : 56 000 Arbitrage : Jesús Gil Manzano | Parc Olympique lyonnais, Lyon Spectateurs : 56 000 Arbitrage : Jesús Gil Manzano |
| 23 mars 2024 20h45 | Mbappé 68e · Rabiot 73e | Rapport | 68e Andrich                                 | Parc Olympique lyonnais, Lyon Spectateurs : 56 000 Arbitrage : Jesús Gil Manzano | Parc Olympique lyonnais, Lyon Spectateurs : 56 000 Arbitrage : Jesús Gil Manzano |

| 13e match          | Allemagne                                          | 2 - 1   | Pays-Bas              |                                                                            |                                                                            |
| 26 mars 2024 20h45 | ( Musiala) Mittelstädt 11e · ( Kroos) Füllkrug 85e | (1 - 1) | ( Memphis) Veerman 4e | Deutsche Bank Park, Francfort Spectateurs : 48 390 Arbitrage : Espen Eskås | Deutsche Bank Park, Francfort Spectateurs : 48 390 Arbitrage : Espen Eskås |
| 26 mars 2024 20h45 | Andrich 53e · Kroos 66e                            | Rapport | 17e Blind             | Deutsche Bank Park, Francfort Spectateurs : 48 390 Arbitrage : Espen Eskås | Deutsche Bank Park, Francfort Spectateurs : 48 390 Arbitrage : Espen Eskås |

| 14e match         | Allemagne | 0 - 0   | Ukraine |                                                                                |                                                                                |
| 3 juin 2024 20h45 |           | (0 - 0) |         | Max-Morlock-Stadion, Nuremberg Spectateurs : 42 789 Arbitrage : Walter Altmann | Max-Morlock-Stadion, Nuremberg Spectateurs : 42 789 Arbitrage : Walter Altmann |
| 3 juin 2024 20h45 | Rapport   |         |         | Max-Morlock-Stadion, Nuremberg Spectateurs : 42 789 Arbitrage : Walter Altmann | Max-Morlock-Stadion, Nuremberg Spectateurs : 42 789 Arbitrage : Walter Altmann |

| 15e match         | Allemagne              | 2 - 1   | Grèce        |                                                                                           |                                                                                           |
| 7 juin 2024 20h45 | Havertz 55e · Groß 89e | (0 - 1) | Masoúras 33e | Borussia-Park, Mönchengladbach Spectateurs : 45 488 Arbitrage : José Luis Munuera Montero | Borussia-Park, Mönchengladbach Spectateurs : 45 488 Arbitrage : José Luis Munuera Montero |
| 7 juin 2024 20h45 | Rapport                |         |              | Borussia-Park, Mönchengladbach Spectateurs : 45 488 Arbitrage : José Luis Munuera Montero | Borussia-Park, Mönchengladbach Spectateurs : 45 488 Arbitrage : José Luis Munuera Montero |

## Phase finale
Le tirage au sort de l'Euro a lieu le samedi 2 décembre 2023 à la Philharmonie de l'Elbe, salle de concert située à Hambourg. la sélection est placée dans le chapeau 1 en tant que pays hôte.
Le camp de base de l'Allemagne se situe dans la ville de Herzogenaurach, en Bavière.

### Effectif
NB : Les âges et les sélections sont calculés au début de l'Euro 2024, le 14 juin 2024.
L'effectif de l'Allemagne est dévoilé le 16 mai 2024. Le sélectionneur Julian Nagelsmann convoque initialement vingt-sept joueurs, alors que vingt-six sont autorisés par l'UEFA. Il doit donc se séparer d'au moins l'un d'entre eux. La liste définitive est finalement annoncée le 7 juin 2024, dans laquelle ne figure plus le gardien de but Alexander Nübel

### Premier tour
| v · m | Équipe    | Pts | J | G | N | P | Bp | Bc | Diff |
| ----- | --------- | --- | - | - | - | - | -- | -- | ---- |
| 1     | Allemagne | 7   | 3 | 2 | 1 | 0 | 8  | 2  | +6   |
| 2     | Suisse    | 5   | 3 | 1 | 2 | 0 | 5  | 3  | +2   |
| 3     | Hongrie   | 3   | 3 | 1 | 0 | 2 | 2  | 5  | -3   |
| 4     | Écosse    | 1   | 3 | 0 | 1 | 2 | 2  | 7  | -5   |

#### Allemagne - Écosse
| Match d'ouverture       | Allemagne                                                                                                 | 5 - 1   | Écosse                     | Munich Football Arena, Munich                                                  |                                                                                |
| 14 juin 2024 21h00 CEST | ( Kimmich) Wirtz 10e · ( Havertz) Musiala 19e · Havertz 45+1e (pen.) · Füllkrug 68e · ( Müller) Can 90+3e | (3 - 0) | 87e (csc) Rüdiger          | Spectateurs : 65 052 Arbitrage : Clément Turpin Arbitre vidéo : Jérôme Brisard | Spectateurs : 65 052 Arbitrage : Clément Turpin Arbitre vidéo : Jérôme Brisard |
| 14 juin 2024 21h00 CEST | Andrich 31e · Tah 62e                                                                                     | Rapport | 44e Porteous · 48e Ralston | Spectateurs : 65 052 Arbitrage : Clément Turpin Arbitre vidéo : Jérôme Brisard | Spectateurs : 65 052 Arbitrage : Clément Turpin Arbitre vidéo : Jérôme Brisard |

#### Allemagne - Hongrie
| Match 14                | Allemagne                                             | 2 - 0   | Hongrie                      | Stuttgart Arena, Stuttgart                                                                  |                                                                                             |
| 19 juin 2024 18h00 CEST | ( Gündoğan) Musiala 22e · ( Mittelstädt) Gündoğan 67e | (1 - 0) |                              | Spectateurs : 54 000 Arbitrage : Ivan Kruzliak (en) Arbitre vidéo : Tomasz Kwiatkowski (en) | Spectateurs : 54 000 Arbitrage : Ivan Kruzliak (en) Arbitre vidéo : Tomasz Kwiatkowski (en) |
| 19 juin 2024 18h00 CEST | Rüdiger 27e · Mittelstädt 89e                         | Rapport | 22e Varga · 90+3e Szoboszlai | Spectateurs : 54 000 Arbitrage : Ivan Kruzliak (en) Arbitre vidéo : Tomasz Kwiatkowski (en) | Spectateurs : 54 000 Arbitrage : Ivan Kruzliak (en) Arbitre vidéo : Tomasz Kwiatkowski (en) |

#### Suisse - Allemagne
| Match 25                | Suisse                             | 1 - 1   | Allemagne              | Frankfurt Arena, Francfort-sur-le-Main                                              |                                                                                     |
| 23 juin 2024 21h00 CEST | ( Freuler) Ndoye 28e               | (1 - 0) | 90+2e Füllkrug ( Raum) | Spectateurs : 46 685 Arbitrage : Daniele Orsato Arbitre vidéo : Massimiliano Irrati | Spectateurs : 46 685 Arbitrage : Daniele Orsato Arbitre vidéo : Massimiliano Irrati |
| 23 juin 2024 21h00 CEST | Ndoye 25e · Xhaka 67e · Widmer 81e | Rapport | 38e Tah                | Spectateurs : 46 685 Arbitrage : Daniele Orsato Arbitre vidéo : Massimiliano Irrati | Spectateurs : 46 685 Arbitrage : Daniele Orsato Arbitre vidéo : Massimiliano Irrati |

## Statistiques

### Temps de jeu
| N°         | Joueurs                |          |          |          |          |          | TT       | But inscrit | Passe décisive | MJ       | MT       | Légende |
| ---------- | ---------------------- | -------- | -------- | -------- | -------- | -------- | -------- | ----------- | -------------- | -------- | -------- | --- |
| Gardiens   | Gardiens               | Gardiens | Gardiens | Gardiens | Gardiens | Gardiens | Gardiens | Gardiens    | Gardiens       | Gardiens | Gardiens | Abréviations et symboles : TT : Total de minutes jouées MJ : Nombre de matchs joués MT : Matchs joués en tant que titulaire : but : passe décisive : joueur entré : joueur remplacé : capitaine : carton jaune : carton rouge |
| 1          | Manuel Neuer           | 90       | 90       | 90       | 90       | 120      | 480      | -           | -              | 5        | 5        | Abréviations et symboles : TT : Total de minutes jouées MJ : Nombre de matchs joués MT : Matchs joués en tant que titulaire : but : passe décisive : joueur entré : joueur remplacé : capitaine : carton jaune : carton rouge |
| 12         | Oliver Baumann         | -        | -        | -        | -        | -        | -        | -           | -              | -        | -        | Abréviations et symboles : TT : Total de minutes jouées MJ : Nombre de matchs joués MT : Matchs joués en tant que titulaire : but : passe décisive : joueur entré : joueur remplacé : capitaine : carton jaune : carton rouge |
| 22         | Marc-André ter Stegen  | -        | -        | -        | -        | -        | -        | -           | -              | -        | -        | Abréviations et symboles : TT : Total de minutes jouées MJ : Nombre de matchs joués MT : Matchs joués en tant que titulaire : but : passe décisive : joueur entré : joueur remplacé : capitaine : carton jaune : carton rouge |
| Défenseurs |                        |          |          |          |          |          |          |             |                |          |          | Abréviations et symboles : TT : Total de minutes jouées MJ : Nombre de matchs joués MT : Matchs joués en tant que titulaire : but : passe décisive : joueur entré : joueur remplacé : capitaine : carton jaune : carton rouge |
| 2          | Antonio Rüdiger        | 90       | 90       | 90       | 90       | 120      | 480      | -           | -              | 5        | 5        | Abréviations et symboles : TT : Total de minutes jouées MJ : Nombre de matchs joués MT : Matchs joués en tant que titulaire : but : passe décisive : joueur entré : joueur remplacé : capitaine : carton jaune : carton rouge |
| 3          | David Raum             | -        | -        | 29       | 81       | 57       | 167      | -           | 1              | 3        | 2        | Abréviations et symboles : TT : Total de minutes jouées MJ : Nombre de matchs joués MT : Matchs joués en tant que titulaire : but : passe décisive : joueur entré : joueur remplacé : capitaine : carton jaune : carton rouge |
| 4          | Jonathan Tah           | 90       | 90       | 61       | -        | 80       | 321      | -           | -              | 4        | 4        | Abréviations et symboles : TT : Total de minutes jouées MJ : Nombre de matchs joués MT : Matchs joués en tant que titulaire : but : passe décisive : joueur entré : joueur remplacé : capitaine : carton jaune : carton rouge |
| 6          | Joshua Kimmich         | 90       | 90       | 90       | 90       | 120      | 480      | -           | 2              | 5        | 5        | Abréviations et symboles : TT : Total de minutes jouées MJ : Nombre de matchs joués MT : Matchs joués en tant que titulaire : but : passe décisive : joueur entré : joueur remplacé : capitaine : carton jaune : carton rouge |
| 15         | Robin Koch             | -        | -        | -        | -        | -        | -        | -           | -              | -        | -        | Abréviations et symboles : TT : Total de minutes jouées MJ : Nombre de matchs joués MT : Matchs joués en tant que titulaire : but : passe décisive : joueur entré : joueur remplacé : capitaine : carton jaune : carton rouge |
| 16         | Waldemar Anton         | -        | -        | -        | 2        | -        | 2        | -           | -              | 1        | 0        | Abréviations et symboles : TT : Total de minutes jouées MJ : Nombre de matchs joués MT : Matchs joués en tant que titulaire : but : passe décisive : joueur entré : joueur remplacé : capitaine : carton jaune : carton rouge |
| 18         | Maximilian Mittelstädt | 90       | 90       | 61       | -        | 57       | 301      | -           | 1              | 4        | 4        | Abréviations et symboles : TT : Total de minutes jouées MJ : Nombre de matchs joués MT : Matchs joués en tant que titulaire : but : passe décisive : joueur entré : joueur remplacé : capitaine : carton jaune : carton rouge |
| 20         | Benjamin Henrichs      | -        | -        | -        | 9        | -        | 9        | -           | -              | 1        | 0        | Abréviations et symboles : TT : Total de minutes jouées MJ : Nombre de matchs joués MT : Matchs joués en tant que titulaire : but : passe décisive : joueur entré : joueur remplacé : capitaine : carton jaune : carton rouge |
| 24         | Nico Schlotterbeck     | -        | -        | 29       | 90       | Averti   | 119      | -           | -              | 2        | 1        | Abréviations et symboles : TT : Total de minutes jouées MJ : Nombre de matchs joués MT : Matchs joués en tant que titulaire : but : passe décisive : joueur entré : joueur remplacé : capitaine : carton jaune : carton rouge |
| Milieux    |                        |          |          |          |          |          |          |             |                |          |          | Abréviations et symboles : TT : Total de minutes jouées MJ : Nombre de matchs joués MT : Matchs joués en tant que titulaire : but : passe décisive : joueur entré : joueur remplacé : capitaine : carton jaune : carton rouge |
| 5          | Pascal Groß            | 44       | -        | -        | -        | -        | 44       | -           | -              | 1        | 0        | Abréviations et symboles : TT : Total de minutes jouées MJ : Nombre de matchs joués MT : Matchs joués en tant que titulaire : but : passe décisive : joueur entré : joueur remplacé : capitaine : carton jaune : carton rouge |
| 8          | Toni Kroos             | 80       | 90       | 90       | 90       | 120      | 470      | -           | -              | 5        | 5        | Abréviations et symboles : TT : Total de minutes jouées MJ : Nombre de matchs joués MT : Matchs joués en tant que titulaire : but : passe décisive : joueur entré : joueur remplacé : capitaine : carton jaune : carton rouge |
| 10         | Jamal Musiala          | 74       | 72       | 76       | 81       | 120      | 423      | 3           | -              | 5        | 5        | Abréviations et symboles : TT : Total de minutes jouées MJ : Nombre de matchs joués MT : Matchs joués en tant que titulaire : but : passe décisive : joueur entré : joueur remplacé : capitaine : carton jaune : carton rouge |
| 11         | Chris Führich          | -        | 72       | -        | -        | -        | 18       | -           | -              | 1        | 0        | Abréviations et symboles : TT : Total de minutes jouées MJ : Nombre de matchs joués MT : Matchs joués en tant que titulaire : but : passe décisive : joueur entré : joueur remplacé : capitaine : carton jaune : carton rouge |
| 17         | Florian Wirtz          | 63       | 58       | 65       | 9        | 46       | 303      | 2           | -              | 5        | 3        | Abréviations et symboles : TT : Total de minutes jouées MJ : Nombre de matchs joués MT : Matchs joués en tant que titulaire : but : passe décisive : joueur entré : joueur remplacé : capitaine : carton jaune : carton rouge |
| 19         | Leroy Sané             | 27       | 32       | 25       | 88       | 46       | 218      | -           | -              | 5        | 1        | Abréviations et symboles : TT : Total de minutes jouées MJ : Nombre de matchs joués MT : Matchs joués en tant que titulaire : but : passe décisive : joueur entré : joueur remplacé : capitaine : carton jaune : carton rouge |
| 21         | İlkay Gündoğan         | 90       | 84       | 90       | 64       | 57       | 385      | 1           | 1              | 5        | 5        | Abréviations et symboles : TT : Total de minutes jouées MJ : Nombre de matchs joués MT : Matchs joués en tant que titulaire : but : passe décisive : joueur entré : joueur remplacé : capitaine : carton jaune : carton rouge |
| 23         | Robert Andrich         | 46       | 72       | 66       | 64       | 46       | 322      | -           | -              | 5        | 5        | Abréviations et symboles : TT : Total de minutes jouées MJ : Nombre de matchs joués MT : Matchs joués en tant que titulaire : but : passe décisive : joueur entré : joueur remplacé : capitaine : carton jaune : carton rouge |
| 25         | Emre Can               | 10       | 18       | -        | 26       | 46       | 100      | 1           | -              | 4        | 1        | Abréviations et symboles : TT : Total de minutes jouées MJ : Nombre de matchs joués MT : Matchs joués en tant que titulaire : but : passe décisive : joueur entré : joueur remplacé : capitaine : carton jaune : carton rouge |
| Attaquants |                        |          |          |          |          |          |          |             |                |          |          | Abréviations et symboles : TT : Total de minutes jouées MJ : Nombre de matchs joués MT : Matchs joués en tant que titulaire : but : passe décisive : joueur entré : joueur remplacé : capitaine : carton jaune : carton rouge |
| 7          | Kai Havertz            | 63       | 58       | 90       | 90       | 91       | 392      | 2           | 1              | 5        | 5        | Abréviations et symboles : TT : Total de minutes jouées MJ : Nombre de matchs joués MT : Matchs joués en tant que titulaire : but : passe décisive : joueur entré : joueur remplacé : capitaine : carton jaune : carton rouge |
| 9          | Niclas Füllkrug        | 27       | 32       | 14       | 26       | 57       | 156      | 2           | -              | 5        | 0        | Abréviations et symboles : TT : Total de minutes jouées MJ : Nombre de matchs joués MT : Matchs joués en tant que titulaire : but : passe décisive : joueur entré : joueur remplacé : capitaine : carton jaune : carton rouge |
| 13         | Thomas Müller          | 16       | -        | -        | -        | 80       | 56       | -           | 1              | 2        | 0        | Abréviations et symboles : TT : Total de minutes jouées MJ : Nombre de matchs joués MT : Matchs joués en tant que titulaire : but : passe décisive : joueur entré : joueur remplacé : capitaine : carton jaune : carton rouge |
| 14         | Maximilian Beier       | -        | -        | 24       | -        | -        | 24       | -           | -              | -        | -        | Abréviations et symboles : TT : Total de minutes jouées MJ : Nombre de matchs joués MT : Matchs joués en tant que titulaire : but : passe décisive : joueur entré : joueur remplacé : capitaine : carton jaune : carton rouge |
| 26         | Deniz Undav            | -        | 16       | -        | -        | Averti   | 16       | -           | -              | 1        | 0        | Abréviations et symboles : TT : Total de minutes jouées MJ : Nombre de matchs joués MT : Matchs joués en tant que titulaire : but : passe décisive : joueur entré : joueur remplacé : capitaine : carton jaune : carton rouge |